# Cape Hardy
Cape Hardy är en udde i Australien. Den ligger i kommunen Tumby Bay och delstaten South Australia, omkring 230 kilometer väster om delstatshuvudstaden Adelaide.
Trakten är glest befolkad. Närmaste större samhälle är Port Neill, nära Cape Hardy. Genomsnittlig årsnederbörd är 430 millimeter. Den regnigaste månaden är juni, med i genomsnitt 90 mm nederbörd, och den torraste är oktober, med 9 mm nederbörd.